# Shanghai Daily
Die Shanghai Daily (chinesisch 上海日报, Pinyin Shànghǎi Rìbào) ist eine englischsprachige Tageszeitung in Shanghai. Sie bezeichnet sich als "englisches Fenster nach China". 
Die Zeitung wurde 1999 von der staatlichen Vereinigten Pressegruppe Wenhui-Xinmin (Wenhui-Xinmin United Press Group, 文汇新民联合报业集团,  Wénhuì Xīnmín Liánhé Bàoyè Jítuán heute: Shanghai United Media Group, SUMG – 上海报业集团,  Shànghǎi Bàoyè Jítuán, kurz 上报集团,  Shàngbào Jítuán) gegründet, die sie auch bis heute herausgibt. Sie erscheint an sechs Tagen die Woche in einem Umfang von 48 Seiten mit einem 6-spaltigen Layout, seit 2005 auch online. Nach Verlagsangaben richtet sich die Zeitung an China-Touristen und ausländische Geschäftsleute. 